# Andri Frischknecht
Andri Frischknecht (7 de julio de 1994) es un deportista suizo que compite en ciclismo de montaña en la disciplina de campo a través.
Ganó una medalla de plata en el Campeonato Mundial de Ciclismo de Montaña de 2014 y tres medallas en el Campeonato Europeo de Ciclismo de Montaña entre los años 2015 y 2019.

## Palmarés internacional
| Campeonato Mundial | Campeonato Mundial            | Campeonato Mundial | Campeonato Mundial         |
| Año                | Lugar                         | Medalla            | Competición                |
| ------------------ | ----------------------------- | ------------------ | -------------------------- |
| 2014               | Hafjell/Lillehammer (Noruega) | Medalla de plata   | Campo a través por relevos |
| Campeonato Europeo |                               |                    |                            |
| Año                | Lugar                         | Medalla            | Competición                |
| 2015               | Chies d'Alpago (Italia)       | Medalla de plata   | Campo a través por relevos |
| 2017               | Darfo Boario (Italia)         | Medalla de oro     | Campo a través por relevos |
| 2019               | Brno (República Checa)        | Medalla de oro     | Campo a través por relevos |